# Tunis Open 2024
Il Tunis Open 2024 è stato un torneo maschile di tennis professionistico. È stata la 14ª edizione del torneo, facente parte della categoria Challenger 75 nell'ambito dell'ATP Challenger Tour 2024, con un montepremi di 82 000 $. Si è giocato dal 13 al 19 maggio 2024 sui campi in terra rossa del Tennis Club de Tunis di Tunisi, in Tunisia.

## Partecipanti

### Teste di serie
| Nazionalità          | Giocatore               | Ranking* | Testa di serie |
| -------------------- | ----------------------- | -------- | -------------- |
| Monaco               | Valentin Vacherot       | 120      | 1              |
| Bosnia ed Erzegovina | Damir Džumhur           | 131      | 2              |
| Francia              | Titouan Droguet         | 146      | 3              |
| Paesi Bassi          | Jesper de Jong          | 162      | 4              |
| Giappone             | Sho Shimabukuro         | 165      | 5              |
| Francia              | Benjamin Bonzi          | 175      | 6              |
| Italia               | Stefano Travaglia       | 186      | 7              |
| Argentina            | Genaro Alberto Olivieri | 191      | 8              |

* Ranking al 6 maggio 2024.

### Altri partecipanti
I seguenti giocatori hanno ricevuto una wild card per il tabellone principale:
- Nikoloz Basilašvili
- Martín Landaluce
- Aziz Ouakaa

I seguenti giocatori sono entrati in tabellone come alternate:
- Gijs Brouwer
- Aziz Dougaz
- Mitchell Krueger

I seguenti giocatori sono passati dalle qualificazioni:
- Gerard Campana Lee
- Timofej Skatov
- Felix Gill
- Marco Cecchinato
- Michael Vrbenský
- Alexander Weis

Il seguente giocatore è entrato in tabellone come lucky loser:
- Tristan Lamasine

## Punti e montepremi
| Torneo    | Torneo              | V     | F     | SF    | QF    | 2T    | 1T  | Q | Q2  | Q1  |
| Singolare | Punti               | 75    | 44    | 22    | 12    | 6     | 0   | 4 | 2   | 0   |
| Singolare | Premi in denaro ($) | 9 880 | 5 820 | 3 450 | 2 000 | 1 165 | 720 | – | 360 | 185 |
| Doppio    | Punti               | 75    | 44    | 22    | 12    | –     | 0   | – | –   | –   |
| Doppio    | Premi in denaro ($) | 4 250 | 2 450 | 1 480 | 880   | –     | 500 | – | –   | –   |

## Campioni

### Singolare
Oriol Roca Batalla ha sconfitto in finale  Valentin Royer con il punteggio di 7–6(5), 7–5.

### Doppio
Federico Agustín Gómez /  Marcus Willis hanno sconfitto in finale  Patrik Rikl /  Michael Vrbenský con il punteggio di 4–6, 6–1, [10–6].